# زيادة الوزن الحملي

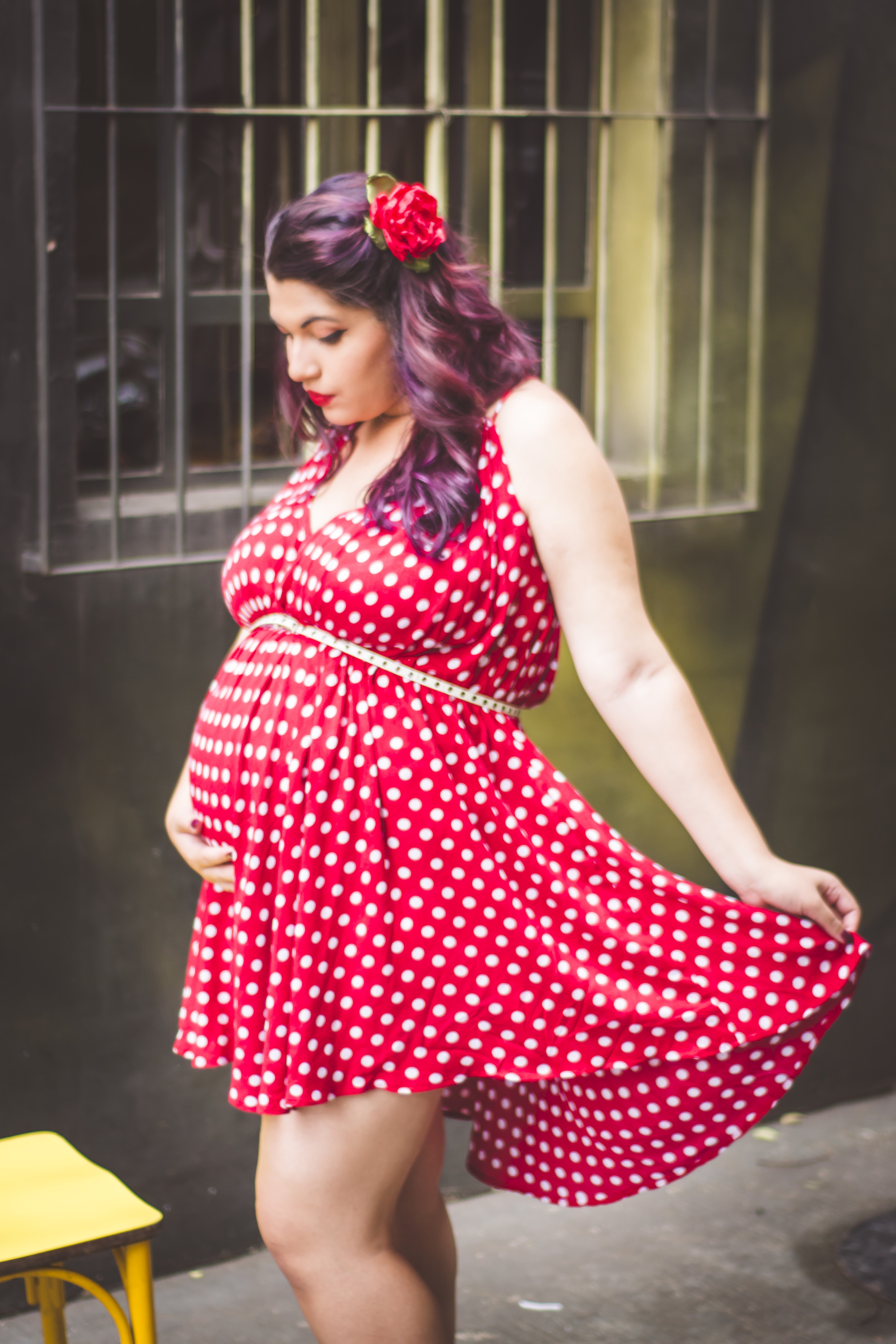

يتم تعريف زيادة الوزن أثناء الحمل (بالإنجليزية: Gestational weight gain)‏ على أنها مقدار زيادة الوزن الذي تواجهه المرأة في فترة الحمل والولادة. 

## توصيات
تعتمد توصيات معهد الطب (IOM) الخاصة بزيادة الوزن أثناء الحمل، على مؤشر كتلة الجسم (BMI) للنساء قبل الحمل. ومع ذلك، يعتبر أن مؤشر كتلة الجسم في الشهور الأولى من الحمل هو نفسه مؤشر كتلة الجسم قبل الحمل. ينقسم مؤشر كتلة الجسم إلى أربع فئات: نقص الوزن مؤشر كتلة الجسم أقل من 18.5، الوزن الطبيعي(مؤشر كتلة الجسم 18.5 إلى 24.9)،الوزن الزائد (مؤشر كتلة الجسم 25 إلى 29.9)، البدانة (مؤشر كتلة الجسم 30 أو أكثر)  أوصت المنظمة الدولية للهجرة بأن يتراوح معدل الزيادة في الوزن بين28 إلى 40 رطلاً. (نحو 13 إلى 18 كجم) و25 إلى 35 رطلاً. (نحو 11 إلى 16 كجم) و15 إلى 25 رطلاً. (نحو 7 إلى 11 كجم) و11 إلى 20 رطلاً. (نحو 5 إلى 9 كجم). أي أنه كلما كان مؤشر كتلة الجسم أصغر قبل الحمل، كلما كان من المتوقع أن تكتسب المرأة وزنًا أكبر أثناء الحمل. 

## مؤشر كتلة الجسم قبل الحمل
قد يؤدي وجود ارتفاع في مؤشر كتلة الجسم قبل الحمل إلى خطر أكبر لزيادة الوزن أثناء الحمل وفي نهاية المطاف قد تعرض لأمراض القلب والتمثيل الغذائي قبل الولادة وبعدها. 

## توقعات
من المرجح بشكل كبير أن تتوقع النساء المصابات بالوزن الزائد والسمنة زيادة مفرطة في وزن أثناء الحمل مقارنة بالنساء ذوات الوزن الطبيعي، لكن الحقيقة هي أن المرأة النحيفة يمكن أن يزيد وزنها بمقدار أكبر من السيدة التي تعاني من زيادة الوزن قبل حدوث الحمل، وفي حالة النحافة أو نقص الوزن.